# Hedvig tescheni hercegnő
Piast Hedvig tescheni hercegnő (1469 – Trencsén, 1521. április 6.) Szapolyai István nádor felesége, II. Přemislav tescheni herceg és Anna mazoviai hercegnő leánya, IV. Boleszláv mazoviai herceg unokája.

## Élete
1483. augusztus 11-én ment férjhez Szapolyai Istvánhoz, aki akkor Szepes vármegye főispánja, illetőleg egyúttal az I. Mátyás által elfoglalt osztrák tartományok kormányzója volt.
Szapolyai István halála után, 1499-től özvegye vette át a Szapolyai-ház politikáját, azzal a céllal, hogy idősebbik fiát, Jánost, aki 1505-től a köznemesi párt uralkodójelöltje volt, a trónra emelje. Egyetlen jelentős politikai szereplésére 1505-ben került sor, amikor házassági ajánlatot tett II. Ulászlónak, és megkérte leánya, Jagelló Anna kezét fia számára, II. Ulászló azonban elutasította az ajánlatot, és makacsul ragaszkodott az I. Miksa német-római császárral 1491-ben kötött pozsonyi békéhez.
Az özvegy nádorné 1521. április 6-án Trencsén várában halt meg. Gyermekei közül idősebbik leányát, Borbálát még 1515-ben eltemette. Ifjabbik fia, György 1526. augusztus 29-én a mohácsi csatamezőn lelte halálát, idősebbik fiát, Jánost a mohácsi csata után 1526. november 10-én a székesfehérvári országgyűlés magyar királlyá választotta.

## Gyermekei
A házasságból két fiú- és két leánygyermek született:
- János (Szepesvár, 1487. február 2. – Szászsebes, 1540. július 21.), 1526-tól haláláig magyar király
- György (1494 körül – Mohács, 1526. augusztus 29.)
- Borbála (Trencsén, 1495 – Krakkó, 1515. október 2.), 1512-től Jagelló Zsigmond lengyel király második felesége (Zsigmond harmadik feleségétől született Izabella, Szapolyai János király hitvese)
- Krisztina (téves névváltozat: Margit) (1480-as évek–1526) Homonnai János felesége[2]
- Magdolna (1499 – ?)

## Külső hivatkozások
- Piast-dinasztia
- Magyar életrajzi lexikon